# Pekan (distrikt)

Pekans läge i delstaten Pahang.

Pekan är ett distrikt i delstaten Pahang, Malaysia. Distriktet har 110 633 invånare (2010).